# Бауэрфилд (аэропорт)
Международный аэропорт Бауэрфилд, также известный как Международный аэропорт Порт-Вила (ИАТА: VLI, ИКАО: NVVV) — коммерческий аэропорт столицы Вануату города Порт-Вила.
Аэропорт также носит имя летчика-истребителя Гарольда У. Бауэра.
Аэропорт занимает небольшую площадь, однако его взлётно-посадочная полоса способна принимать дальнемагистральные лайнеры класса Boeing 767 и Airbus A330. Является главным транзитным узлом (хабом) национальной авиакомпании Air Vanuatu.